# Guntars Bilsēns
Guntars Bilsēns (ur. 1952) – łotewski nauczyciel, samorządowiec i polityk, od 2011 poseł na Sejm XI kadencji. 

## Życiorys
W 1983 ukończył studia inżynierskie w Łotewskiej Akademii Rolnictwa (LLA), zaś w 2001 z dziedziny pedagogiki zawodowej w Łotewskim Uniwersytecie Rolniczym (d. LLA) w Jełgawie. 
Został dyrektorem średniej szkoły zawodowej w Valmierze. W wyborach w 2005 i 2009 uzyskiwał mandat radnego miejskiego z koalicyjnej listy Pierwszej Partii Łotwy i Związku Widzemskiego oraz LPP/LC. W 2011 przyłączył się do Partii Reform Zatlersa, z ramienia której w wyborach parlamentarnych został wybrany posłem na Sejm XI kadencji.